# 乐民河 (遂溪)
乐民河，位于中华人民共和国广东省西南部遂溪县境内，发源于遂溪县北坡镇下担仔村老周洋，蜿蜒西南流，经上塘村、水南村、三合村、港门镇横路村、枫树村等地，于乐民镇安埠村转西北流，于港门镇黄屋村西北注入南海北部湾。河长30千米，平均比降0.65‰，流域面积361平方千米。年均径流量2.1亿立方米。